# Miško Kranjec

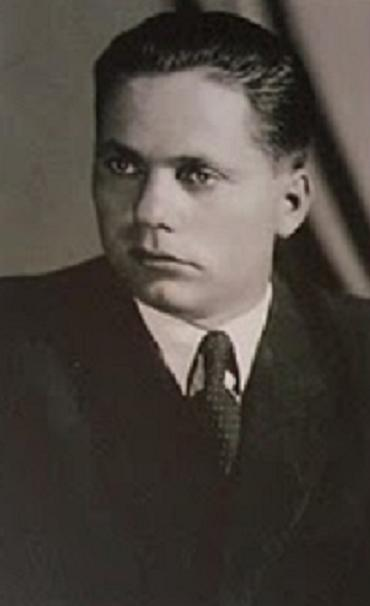
Miško Kranjec (jaren 30)

Miško Kranjec (Nagypalina (Koninkrijk Hongarije, heden Slovenië), ca. 15 september 1908 – Ljubljana, 8 juni 1983) was een Sloveens schrijver uit Prekmurje.
Kranjec ging naar school in Hongarije en studeerde slavistiek in Ljubljana. Hij nam deel aan talloze activiteiten van de Joegoslavische Communistenbond in 1941.
Zijn belangrijkste werk was Povest o dobrih ljudeh (Geschiedenis van een goede man) uit 1940. 
- Bibsys: 8060760
- Bibliothèque nationale de France: cb12275878k (data)
- Gemeinsame Normdatei: 118947362
- International Standard Name Identifier: 0000 0004 5302 7194
- Library of Congress Control Number: n84045929
- Nationale Bibliotheek van Tsjechië: js20020812324
- Nationale Bibliotheek van Polen: a0000002555516
- Nationale en Universitaire bibliotheek Zagreb: 000033244
- Nederlandse Thesaurus van Auteursnamen: 07062478X
- Istituto Centrale per il Catalogo Unico: SBLV005764
- Système universitaire de documentation: 031569005
- Trove: 1121241
- Virtual International Authority File: 68989420
- WorldCat: E39PBJyxpJ8Dj3B6Q83HhJgFrq